# (2767) Takenouchi
(2767) Takenouchi es un asteroide que forma parte del cinturón de asteroides y fue descubierto el 30 de octubre de 1967 por Luboš Kohoutek desde el Observatorio de Hamburgo-Bergedorf, Alemania.

## Designación y nombre
Takenouchi se designó inicialmente como 1967 UM.
Posteriormente, en 1996, fue nombrado en honor del astrónomo japonés Tadao Takenouchi.

## Características orbitales
Takenouchi orbita a una distancia media de 3,021 ua del Sol, pudiendo acercarse hasta 2,768 ua y alejarse hasta 3,274 ua. Su inclinación orbital es 10,88 grados y la excentricidad 0,08375. Emplea 1918 días en completar una órbita alrededor del Sol.

## Características físicas
La magnitud absoluta de Takenouchi es 11,7.